# Jenkins-Weißzahnspitzmaus
Die Jenkins-Weißzahnspitzmaus (Crocidura jenkinsi) ist eine seltene, wenig erforschte Spitzmausart aus der Gattung der Weißzahnspitzmäuse (Crocidura). Sie ist auf South Andaman Island in den Andamanen endemisch. Das Artepitheton ehrt die britische Mammalogin und Spitzmausexpertin Paulina D. Jenkins vom Natural History Museum in London.

## Merkmale
Die Kopf-Rumpf-Länge von sieben gemessenen Exemplaren beträgt 100 bis 107 mm, die Schwanzlänge 92 bis 96 mm und die Hinterfußlänge 23 bis 26 mm. Über das Gewicht sind keine spezifischen Daten vorhanden. Das graue bis nussbraune Rückenfell ist nahezu borstig und hat 7 bis 9 mm lange Haare. Die Unterseite ist heller graubraun mit etwas weniger borstigen Fellhaaren am Bauch und an den Flanken. Der Schwanz ist braun und seine Länge beträgt 89 bis 96 Prozent der Kopf-Rumpf-Länge. Er hat spärliche, lange Borstenhaare auf der basalen Hälfte seiner Länge. Die Füße sind braun.

## Systematik
Die Jenkins-Weißzahnspitzmaus wurde 1978 wurde Sujit Chakraborty als eigenständige Art beschrieben. 1992 wurde sie von Gordon Barclay Corbet und John Edwards Hill ohne Kommentar mit der Nikobar-Weißzahnspitzmaus (Crocidura nicobarica) synonymisiert. 1993 erhielt sie von Rainer Hutterer erneut Artstatus.

## Verbreitung
Die Terra typica befindet sich bei Wright Myo auf South Andaman Island. Ein weiteres Vorkommen wurde am benachbarten Mount Harriet entdeckt. Die bekannte Gesamtfläche des Verbreitungsgebietes beträgt 78 km².

## Lebensraum und Lebensweise
Die Jenkins-Weißzahnspitzmausist ist eine nachtaktive beziehungsweise dämmerungsaktive Art, die gelegentlich Gänge gräbt. Sie bewohnt das Laubstreu primärer, tropischer, feuchter Laubwälder in Höhenlagen von 100 bis 383 m. Ein einzelnes adultes Exemplar wurde im Waldgästehaus des Mount-Harriet-Nationalparks gesammelt. Über ihr Nahrungs- und Fortpflanzungsverhalten ist nichts bekannt. Zu den möglichen Fressfreinden zählen Schlangen, die Andamanen-Zwergohreule (Otus balli) sowie die Andamanen-Unterart des Larvenrollers (Paguma larvata tyttleri).

## Bedrohung und Schutz
Die Jenkins-Weißzahnspitzmaus war lange Zeit nur vom 1972 gesammelten Holotypus bekannt, bis Indraneil Das zwischen August und September 1997 sechs weitere Exemplare am Mount Harriet nachweisen konnte. Die IUCN klassifiziert die Art in die Kategorie „vom Aussterben bedroht“ (critically endangered). Als Hauptgefährdung gilt Lebensraumverlust aufgrund von selektiver Abholzung, allgemeinen anthropogenen Aktivitäten sowie Naturkatastrophen wie dem Tsunami-Ereignis vom Dezember 2004.